# Instytut Położnictwa i Ratownictwa Medycznego Uniwersytetu Rzeszowskiego
Instytut Położnictwa i Ratownictwa Medycznego Uniwersytetu Rzeszowskiego (IPiRM UR) – jednostka dydaktyczno-naukowa należąca do struktur Wydziału Medycznego Uniwersytetu Rzeszowskiego, powstała w 2010 roku z podziału Instytut Pielęgniarstwa i Położnictwa na dwa mniejsze instytuty. W jej skład wchodzą 2 katedry, w ramach których znajduje się 6 zakładów i 6 pracowni naukowych. Prowadził działalność dydaktyczną i badawczą związaną z koncepcją, modelami i teoriami w pielęgniarstwie, kształceniem w naukach opiekuńczych, komunikowaniem interpersonalnym w pielęgniarstwie, optymalizacją opieki pielęgniarskiej nad człowiekiem zdrowym i chorym, zachowaniami zdrowotnymi dzieci i ich efektami, epidemiologią zachorowań na nowotwory złośliwe. Instytut kształcił studentów na dwóch kierunkach zaliczanych do nauk medycznych: położnictwo oraz ratownictwo medyczne.
W roku akademickim 2012/2013 na instytucie kształciło się 489 studentów w trybie dziennym (363) oraz trybie zaocznym (126), a także kilku doktorantów, odbywających swoje studia w ramach Wydziałowego Studium Doktoranckiego. Zatrudnionych było 32 pracowników naukowo-dydaktycznych, w tym jeden z tytułem naukowym profesora i na stanowisku profesora zwyczajnego, 6 na stanowisku profesora nadzwyczajnego ze stopniem doktora habilitowanego, 14 adiunktów ze stopniem doktora oraz 11 asystentów z tytułem magistra.

## Władze
- dr hab. Bogumił Lewandowski - dyrektor, prof. UR

## Kierunki kształcenia
W Instytucie Położnictwa i Ratownictwa Medycznego Uniwersytetu Rzeszowskiego prowadzone są studia pierwszego stopnia trwają 3 lata i kończą się uzyskaniem tytułu zawodowego licencjata o specjalnościach położnictwo i ratownictwo medyczne
Po ukończeniu studiów licencjackich ich absolwenci mogą kontynuować naukę na studiach drugiego stopnia (magisterskich uzupełniających), które trwają 2 lata i kończą się uzyskaniem dyplomu magistra o specjalnościach położnictwo i ratownictwo medyczne
Poza tym w jednostce swoje zajęcia odbywają także doktoranci w ramach studiów doktoranckich, po których ukończeniu można uzyskać stopień naukowy doktora w zakresie nauk o zdrowiu.